# Preston Zimmerman
Preston Mark Zimmerman (Pasco, 1988. november 21. –) amerikai zsidó labdarúgó-középpályás.

## Klubcsapatban
Profi pályafutását 2007-ben kezdte a német Hamburger SV II-ben. 2008-ban Ausztriába szerződött, a Kapfenberger SV csapatában is egy szezont töltött. Ezután visszatért Németországba, a Mainz 05 II csapatába. 2013-ban az SV Darmstadt 98-ból vonult vissza.

## Válogatottban
2007-ben 10 mérkőzésen játszott az amerikai U20-as labdarúgó-válogatottban. Részt vett a 2007-es U20-as labdarúgó-világbajnokságon is.

## Magánélete
2012-ben több, Jürgen Klinsmann, az amerikai válogatott német szövetségi kapitánya által behívott játékosra azt mondta, hogy „fake Americans”, tehát „hamis amerikaiak”. Hamarosan azonban kiderült, a játékosok kettős állampolgársággal rendelkeznek, Zimmermannt tévedése miatt sok kritika érte.